# Троллер, Норберт
Но́рберт Тро́ллер (англ. Norbert Troller; 1900, Бруенн, Австро-Венгрия — 1984, Нью-Йорк, США) — чешский и американский архитектор еврейского происхождения.

## Биография
Норберт Троллер родился в городе Бруенн, Австро-Венгрия (сейчас Брно, Чехия) в 1900 году. Воевал в Первой мировой войне, попал в плен и провёл его в Италии. После окончания войны изучал архитектуру в Техническом университете в Брно, Чехословакия (Brno Technical University), и в Академии изящных искусств (Academy of Fine Arts) в Вене, Австрия. По окончании учёбы работал архитектором в различных офисах в Брно, а затем в собственной фирме, вплоть до оккупации страны нацистами осенью 1938 года. Среди его проектов того времени: односемейные жилые дома, многоквартирные жилые здания, промышленные здания, банки, склады, универсальные магазины. К своим проектам он разрабатывал также и интерьеры.
Как еврей, он в 1942-м году попал в концентрационный лагерь Терезиенштадт (Theresienstadt). Использовался там администрацией самоуправления лагеря в качестве архитектора. В 1944 году, когда нацистам стало известно, что он изготовил рисунки, рассказывающие об ужасном положении евреев в концлагерях, Троллер был арестован Гестапо. А вскоре отправлен в другой концентрационный лагерь, Освенцим. Был освобождён Красной Армией в 1945 году.
После войны поселился ненадолго в Кракове, зарабатывая на жизнь в качестве художника. Затем возобновил свою архитектурную практику в Праге и Брно. Первым его успехом был проект здания универсального магазина с офисами в Брно. Начал работать и над другими проектами. Но, осознавая неминуемый приход к власти в Чехословакии коммунистов, он в 1945 году подал заявление на американскую визу, а в 1948 году эмигрировал в США.
В течение первых десяти лет он работал архитектором в строительном бюро Национального еврейского совета по соцобеспечению (National Jewish Welfare Board) в Нью-Йорке, где разрабатывал эскизные проекты еврейских общественных центров для США, Колумбии и Канады (выполнил около 80 таких проектов). Многие из них были осуществлены местными архитекторами. Одновременно с этим он разработал и внедрил практику бюро планировочные и строительные стандарты по проектированию зданий еврейских общественных центров. Открыв собственную практику, он разрабатывал проекты жилых домов, интерьеров офисов, выставочных помещений, магазинов и ресторанов в Нью-Йорке и пригородах.
В течение своей жизни Троллер многократно успешно участвовал в архитектурных конкурсах в Брно, где участвовал также в двух персональных выставках в местном Центре Искусств. В США он выиграл первую премию и четыре третьих премии в конкурсах Лучшие жилые помещения, организованных Чикаго Геральд Трибюн (The Chicago Herald Tribune Better Rooms Competitions), 1949 — 1950. Преподавал в Народном Университете в Брно и в средней школе (High School) в Нью-Йорке. Умер в 1984 году.
В мемуарах Троллера подробно описана и проиллюстрирована история его более трех с половиной-летнего пребывания в немецких концлагерях.

## Избранные проекты и постройки
- Интерьеры жилых домов. Брно, 1922—1939, 1948—1949
- Предметы интерьеров: настольные лампы, торшеры, люстры, мебель, посуда. Брно, Чехословакия, 1922—1939
- Жилой дом Е. Витмана (E. Wittman house), Брно, Чехословакия
- Жилой дом доктора Коллмана (Dr. Kollman house), Брно 1947—1949
- Охотничий дом доктора И. Лорека (Dr. J. Lorek Hunting Lodge). Челадна (Çeladna, Silesia) Силезия, 1940
- Ресторан. Моравия, 1940—1941
- Универсальный магазин (Department store), Брно, Чехословакия, 1947—1949
- Жилой дом доктора Мискевича (Dr. Miskevics house), Брно, Чехословакия, 1947—1949
- Интерьеры квартир. Нью-Йорк, США, 1950
- Жилые дома в Данбери (Danbury), и Бриджпорте (Bridgeport), Коннектикут (Connecticut), США, 1953
- Здание детского сада — школы. Манхаттен, Нью-Йорк, США, 1954
- Загородный дом на озере Оскавана (Lake Oscawana), штат Нью-Йорк, 1961
- Еврейские общественные и синагогальные центры:

1948
- Бейонн, Нью-Джерси, США (Bayonne, New Jersey)
- Богота, Колумбия (Bogota, Columbia)
- Элмайра, Нью-Йорк, США (Elmira, New York)
- Энглвуд, Нью-Джерси, США (Englewood, New Jersey)
- Гамильтон, Онтарио, Канада (Hamilton, Ontario)
- Нашвилл, Теннесси, США (Nashville, Tennessee)
- Нью-Хэйвен, Коннектикут, США (New Haven, Connecticut)
- Су-Сити, Айова, США (Sioux City, Iowa)

1949
- Дулут, Миннесота, США (Duluth, Minnesota)
- Джэксонвилл, Флорида, США (Jacksonville, Florida)
- Мемфис, Теннесси, США (Memphis, Tennessee)
- Сент-Катаринс, Онтарио, Канада (St. Catherines, Ontario)
- Сагиноу, Мичиган, США (Saginaw, Michigan)
- Сиракьюс, Нью-Йорк, США (Syracuse, New York)
- Торонто, Канада, США (Toronto, Canada) #1
- Вашингтон, округ Колумбия, США (Washington, D.C.)
- Янгстаун, Огайо, США (Youngstown, Ohio)

1950
- Акрон, Огайо, США (Akron, Ohio)
- Бирмингем, Алабама, США (Birmingham, Alabama) #1
- Бронкс, Нью-Йорк, США (Bronx, New York)
- Чарлстон, Южная Каролина, США (Charleston, South Carolina)
- Эвансвилл, Индиана, США (Evansville, Indiana)
- Хейзелтон, Пенсильвания, США (Hazelton, Pennsylvania)
- Хьюстон, Техас, США (Houston, Texas)
- Милуоки, Висконсин, США (Milwaukee, Wisconsin)
- Скрантон, Пенсильвания, США (Scranton, Pennsylvania)
- Сиэтл, Вашингтон, США (Seattle, Washington)
- Толидо, Огайо, США (Toledo, Ohio)

1951
- Бруклайн — Бостон, Массачусетс, США (Brookline — Boston, Massachusetts)
- Лос-Анджелес, Калифорния, США (Los Angeles, California)
- Манчестер, Нью-Гэмпшир, США (Manchester, New Hampshire)
- Саванна, Джорджия, США (Savannah, Georgia)
- Спрингфилд, Массачусетс, США (Springfield, Massachusetts)
- Йорк, Пенсильвания, США (York, Pennsylvania)
- Юс-Кампс, США (Youth Camps)

1952
- Атланта, Джорджия, США (Atlanta, Georgia)
- Камден, Нью-Джерси, США (Camden, New Jersey)
- Луисвилл, Кентукки, США (Louisville, Kentucky)
- Окленд, Калифорния, США (Oakland, California) #1
- Филадельфия, Пенсильвания, США (Philadelphia, Pennsylvania)
- Плейнфилд, Нью-Джерси, США (Plainfield, New Jersey)
- Молодёжные лагеря, США (Youth Camps)

1953
- Бронкс, Нью-Йорк, США (Bronx, N. Y.)
- Котсвилл, Пенсильвания, США (Coatesville, Pennsylvania)
- Индианаполис, Индиана, США (Indianapolis, Indiana)
- Оттава, Канада (Ottawa, Canada)
- Пассейик, Нью-Джерси, США (Passaic, New Jersey)
- Вашингтон-Хайтс, Нью-Йорк, США (Washington Heights, N. Y.)

1954
- Аллентаун, Пенсильвания, США (Allentown, Pennsylvania)
- Балтимор, Мэриленд, США (Baltimore, Maryland)
- Корпус-Кристи, Техас, США (Corpus Christi, Texas)
- Пелэм-Паркуэй, Нью-Йорк, США (Pelham Parkway, N. Y.)
- Статен-Айленд, Нью-Йорк, США (Staten Island, N. Y.)
- Тусон, Аризона, США (Tucson, Arizona)

1955
- Бостон, Массачусетс, США (Boston, Massachusetts)
- Дарем, Северная Каролина, США (Durham, North Carolina)
- Гаррисберг, Пенсильвания, США (Harrisburg, Pennsylvania)
- Кингсбридж-Хайтс, Бронкс, Нью-Йорк, США (Kingsbridge Heights, Bronx, N.Y.)
- Питтсбург, Пенсильвания, США (Pittsburgh, Pennsylvania)
- Ричмонд, Виргиния, США (Richmond, Virginia)
- Сент-Луис, Миссури, США (St. Louis, Missouri)
- Сан-Антонио, Техас, США (San Antonio, Texas) #1
- Уинсор, Онтарио, Канада (Windsor, Ontario)

1956
- Бирмингем, Алабама, США (Birmingham, Alabama) #2
- Кливленд, Огайо, США (Cleveland, Ohio)
- Детройт, Мичиган, США (Detroit, Michigan)
- Канзас-Сити, Миссури, США (Kansas City, Missouri)
- Лонг-Бич, Калифорния, США (Long Beach, California) #1
- Нью-Брансуик, Нью-Джерси, США (New Brunswick, New Jersey)
- Окленд, Калифорния, США (Oakland, California) #2
- Сан-Антонио, Техас, США (San Antonio, Texas) #2
- Сан-Диего, Калифорния, США (San Diego, California)
- Торонто, Канада (Toronto, Canada) #2

1957
- Даллас, Техас, США (Dallas, Texas)
- Ньюберг, Нью-Йорк, США (Newburgh, New York)
- Солт-Лейк-Сити, Юта, США (Salt Lake City, Utah)
- Торонто, Канада (Toronto, Canada) #3

1958
- Лонг-Бич, Калифорния, США (Long Beach, California) #2
- Торонто, Канада (Toronto, Canada) #3

## Публикации
- Norbert Troller. Theresienstadt: Hitler’s Gift to the Jews. The University of North Carolina Press, 1991. ISBN 978-0-8078-1965-4